# Yüksel Şişman
Yüksel Şişman (* 10. November 1995 in Trabzon) ist ein türkischer Fußballspieler.

## Karriere

### Verein
Şişman begann mit dem Vereinsfußball in der Nachwuchsabteilung von  Trabzon İdmanocağı und spielte nachfolgend für die Jugendmannschaften von Hekimoğlu Doğanspor und Trabzon Karadenizspor. Von Letzterem, welches zu diesem Zeitpunkt der Zweitverein von Trabzonspor, wurde er dann an die Nachwuchsabteilung von Trabzonspor abgegeben.
Im Frühjahr 2014 erhielt er von Trabzonspor zwar einen Profivertrag, spielte aber weiterhin für die Reservemannschaft des Vereins. Zur Saison wurde Şişman schließlich an den Drittligisten 1461 Trabzon ausgeliehen. Jenem Zweitverein von Trabzonspor der in der Zwischenzeit von Trabzon Karadenizspor in 1461 Trabzon umbenannt wurde. Sein erstes Pflichtspiel in der Liga folgte am 15. November 2014 gegen Körfez İskenderunspor. Am Ende der Saison 2014/15 konnte er mit seinem Verein die Play-offs der Liga gewinnen und damit den direkten Wiederaufstieg erreichen.

### Nationalmannschaft
Şişman absolvierte 2011 sieben Spiele für die türkische U-16-Nationalmannschaft. Mit der U-16 konnte er den Caspian Cup gewinnen.

## Erfolge
Mit 1461 Trabzon
- Play-off-Sieger der TFF 2. Lig und Aufstieg in die TFF 1. Lig: 2014/15

Mit der türkischen U-16-Nationalmannschaft
- Caspian-Cup-Sieger: 2011